# Consiliul de Cooperare al Golfului
Consiliul de Cooperare al Golfului  a fost format în anul 1981 și este format din Arabia Saudită, Bahrein, Emiratele Arabe Unite, Kuweit, Oman și Qatar. 
Din anul 2001, Yemen s-a asociat CCG în vederea unei integrări progresive. 

## Formare și proiecte
Consiliul a fost fondat pe 25 mai 1981, la Abu Dhabi. 
Instituțiile consiliului sunt conduse de un Consiliu Suprem, care de două ori pe an îi reunește pe șefii statelor membre, o comisie consultativă, o comisie de reglementare și Consiliul miniștrilor de externe care supraveghează singura instanță permanentă, și anume Secretariatul General, situat la Riad.
Consiliul de Cooperare al Golfului, la origine, a fost creat pentru a coordona siguranța și apărarea statelor membre în contextul războiului dintre  Irak și Iran. Consiliul a devenit în instrument de cooperare practic în domeniul economic.
Consiliul reprezintă un „veritabil club al bogaților” , la scară regională. Acesta a permis punerea în practică a unui proces de integrare mult mai ambițios decât alte proiecte regionale din zona Golfului. Acest proiect avea ca scop stabilirea unei uniuni vamale (care stabilește un tarif exterior comun și care reprezintă mai mult decât o zonă de liber schimb a mărfurilor), în anul 2003. 
În ianuarie 2008, a fost lansată o piață comună.
Pe 15 decembrie 2009, Arabia Saudită, Bahrein, Qatar și Kuweit au anunțat inteția formării unui Consiliu Monetar, cu scopul de a crea o monedă comună. 